# 孫如蘭 (萬曆丙辰進士)
孫如蘭，字得馨，號楚畹，河南開封府陳留縣人，民籍。
明萬曆四十年（1612年）壬子科舉人。萬曆四十四年（1616年）丙辰科進士。初任四川保寧府推官，天启六年丙寅任戶部湖廣司主事，升郎中，出为南直隸太平府知府。

## 引用
1. ↑  《陈留县志》